# رولاند بيترسون
رولاند بيترسون (بالهولندية: Roland Peterson)‏ هو كاتب للأطفال وضابط شرطة هولندي، ولد في 31 أكتوبر 1941 في أروبا في مملكة هولندا، وتوفي بنفس المكان في 11 ديسمبر 2017.